# نووواسیلیوو
نووواسیلیوو (به لاتین: Novovasilyevo) یک منطقهٔ مسکونی در روسیه است که در استان آستراخان واقع شده‌است.